# ストリームライナー (イリノイ・ターミナル鉄道)
ストリームライナーは1948年から1949年にかけてセントルイス・カー・カンパニーがイリノイ・ターミナル鉄道のために製造した流線型の電車である。これらの車両は運用開始当初の1940年代後半から1950年代中盤にかけてミズーリ州のセントルイスからイリノイ州のピオリアの間で運用されていた。これらの車両はアメリカにおいて最後に製造されたインターアーバンの車両となった。

## デザイン
3編成全てがセントルイス・カー・カンパニーによって製造された。3両でそれぞれの機器が構成されている。車両は溝つきのアルミニウムで製造され、ロイヤルブルーに塗装されていた。それぞれの車両が独立した出力100kWの電動機を搭載していた。最高速度は130km/hだった。

## 運用
ストリームライナーはイリノイ・ターミナル鉄道が失った旅客を取り戻す最後の取り組みの代表例であり、1918年以来初となる自社発注による新型の旅客用電車であった。イリノイ・ターミナル鉄道は1947年から新しい流線型車両の登場をほのめかしていたが、1948年5月まで発注したことを公表しなかった。当初の計画では3編成全てをセントルイスとピオリアの間で運用することとなっていた。最初の車両は1948年11月7日から運用されたミズーリ州のセントルイスとイリノイ州のディケーター（ピオリアではない）の間を結ぶ「シティ・オブ・ディケーター（City of Decatur）」である。これはイリノイ・ターミナル鉄道がこれら二つの都市を結ぶ列車としては初めて運転したものである。
1950年5月までに3編成全ての運用が開始された。残りの2編成は「フォート・クリーブコー（Fort Crevecoeur）」と「マウンド・シティ（Mound City）」で当初の計画通りセントルイスとピオリアの間で運用された。全ての編成でパーラーカーと食堂車が連結された。この2編成は4時間40分で走破し、従来この路線を走っていたその他のインターアーバン電車より40分も速かった。利用客僅少によりイリノイ・ターミナル鉄道は1950年8月に「シティ・オブ・ディケーター」を引退させることになった。車両はペリオア方面の列車に転用された。新しい運行は会社が1947年当初に選定したものであった「サンガモン（Sangamon）」と名付けられた。
3編成すべてが1956年のイリノイ・ターミナル鉄道の旅客営業終了に伴い引退した。

## 注
1. 1 2 3  Anderson 1948, p. 10
2. 1 2  Schafer 2003, p. 70
3. ↑  Middleton 1961, p. 420
4. ↑  Middleton 1961, p. 201
5. 1 2  “Advertisement”. en:Edwardsville Intelligencer:  p. 5. (1947年1月27日) 2014年8月31日閲覧。
6. ↑  “Illinois Terminal Orders Three Streamline Trains”. en:Edwardsville Intelligencer:  p. 1. (1948年5月29日) 2014年8月31日閲覧。
7. ↑  “New Terminal Train To Be Shown Here”. en:Edwardsville Intelligencer:  p. 1. (1948年10月19日) 2014年8月31日閲覧。
8. ↑  Official Guide of the Railways (英語). New York: National Railway Publication Co. March 1950. p. 1198. OCLC 6340864。
9. ↑  “Terminal Discontinues Streamliners Nos. 91, 94”. en:Edwardsville Intelligencer:  p. 2. (1950年8月22日) 2014年8月31日閲覧。
10. ↑  “Advertisement”. en:Edwardsville Intelligencer:  p. 3. (1950年12月7日) 2014年8月31日閲覧。
11. ↑  EuDaly et al. 2009, p. 295

## 関連文献
- Schafer, Mike (November 2003). “White Elephants under wires”. Classic Trains Special Edition (1, Dream Trains):  94–98. ISSN 1541-809X.